# Strana občianskeho porozumenia
Strana občianskeho porozumenia (zkratka SOP, česky Strana občanského porozumění) byla slovenská politická strana působící v letech 1998–2003. Jejím zakladatelem byl bývalý prezident SR Rudolf Schuster.

## Historie

### Volební období 1998–2002
Strana vznikla v roce 1998. Předsedou strany byl zvolen Rudolf Schuster, který ze strany po zvolení do funkce prezidenta SR v roce 1999 vystoupil. Jeho místo předsedy strany zaujal Pavol Hamžík. V parlamentních volbách v roce 1998 získala SOP 13 poslaneckých mandátů a do NR SR byli zvoleni tito poslanci: Diana Dubovská, Peter Dvorský, Pavol Hamžík, Mária Kadlečíková, Peter Kresák, Ľudovít Macháček, Mária Machová, Jirko Malchárek, Marián Mesiarik, Ferdinand Petrák, Igor Presperín, Rudolf Schuster a Štefan Šlachta. V následném volebním období 1998–2002 byla strana součástí první vlády Mikuláše Dzurindy. Během působení SOP se od ní odštěpily dvě strany, ANO a SRS.

### Volební období 2002–2006
V parlamentních volbách v roce 2002 SOP samostatnou kandidátku nepostavila. V roce 2003 následně zanikla sloučením se stranou SMER-SD. Takto bylo rozhodnuto 1. dubna 2003 na republikovém sněmu v Nitře.

## Předsedové strany
- Rudolf Schuster (1998–1999)
- Pavol Hamžík (1999–2003)